# Negacionismo do genocídio armênio

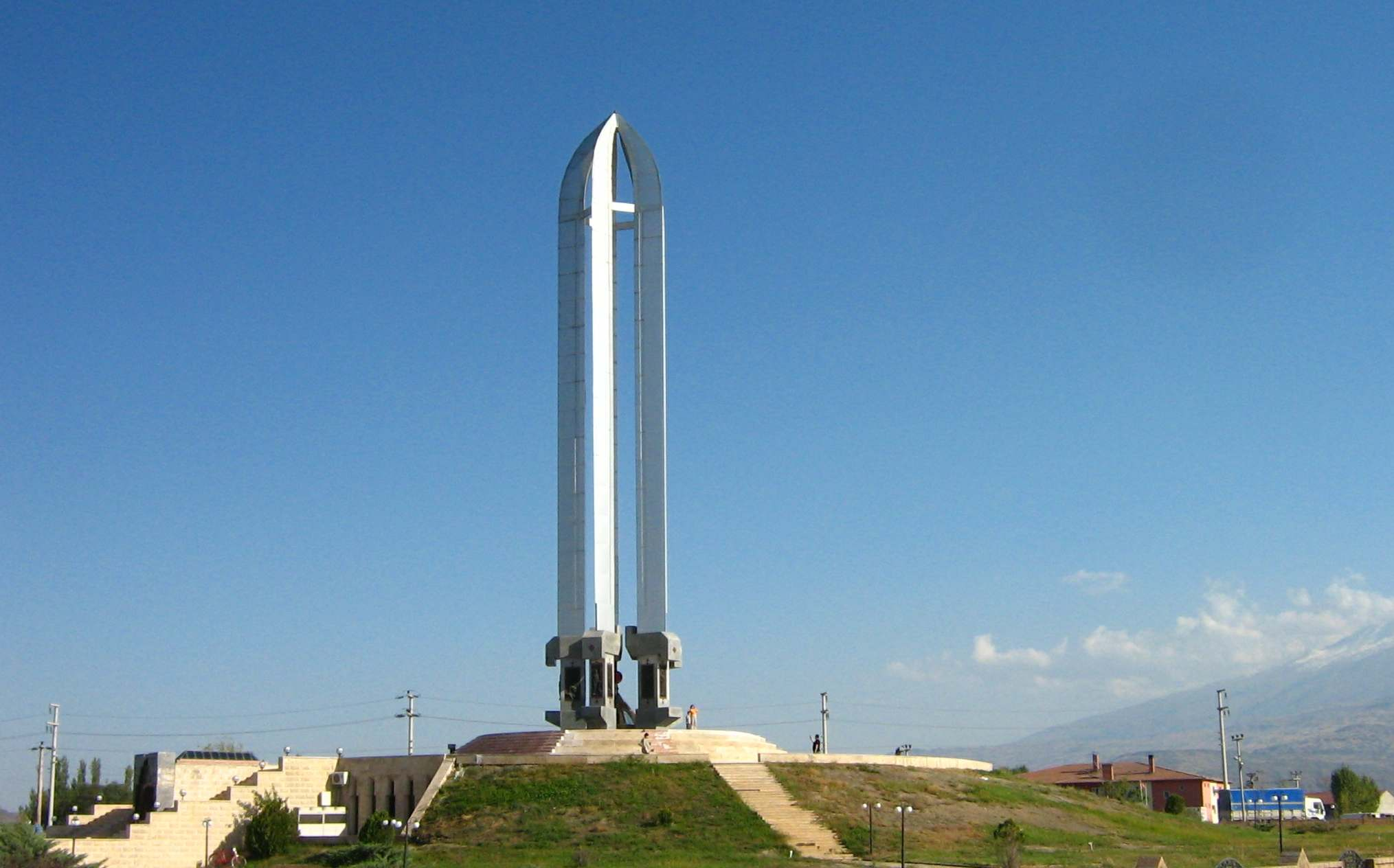
O Museu e Memorial do Genocídio de Iğdır promove a visão de que os armênios cometeram genocídio contra os turcos, em vez do contrário.

O negacionismo do genocídio armênio é a alegação de que o Império Otomano e seu partido no poder, o Comitê de União e Progresso (CUP), não cometeram genocídio contra seus cidadãos armênios durante a Primeira Guerra Mundial — um crime documentado em um grande corpo de evidências e confirmado pela grande maioria dos estudiosos. Os perpetradores negaram o genocídio enquanto o realizavam, alegando que os armênios foram reassentados por motivos militares, não exterminados. Após o genocídio, documentos incriminadores foram sistematicamente destruídos e a negação tem sido a política de todos os governos da República da Turquia.
Tomando emprestados os argumentos usados pelo CUP para justificar suas ações, a negação se baseia na suposição de que a "realocação" de armênios foi uma ação legítima do Estado em resposta a um levante armênio real ou percebido que ameaçava a existência de o império durante a guerra. Negadores afirmam que o CUP pretendia reassentar os armênios em vez de matá-los. Eles afirmam que o número de mortos é exagerado ou atribuem as mortes a outros fatores, como suposta guerra civil, doença, mau tempo, funcionários locais desonestos ou bandos de curdos e foragidos. Portanto, o principal argumento é que "Não houve genocídio, e os armênios foram os culpados por isso." A negação é geralmente acompanhada por "retórica de traição, agressão, criminalidade e ambição territorial armênia".
Uma das razões mais importantes para essa negação é que o genocídio permitiu o estabelecimento de um Estado-nação turco. O reconhecimento iria contradizer os mitos fundadores da Turquia. Desde a década de 1920, a Turquia tem trabalhado para prevenir reconhecimento oficial ou mesmo a menção do genocídio em outros países; esses esforços incluíram milhões de dólares gastos em lobby, na criação de institutos de pesquisa e em intimidação e ameaças. A negação também afeta as políticas domésticas da Turquia e é ensinada nas escolas turcas; alguns cidadãos turcos que reconhecem o genocídio enfrentaram processo por "insultar o turco". O esforço de um século do Estado turco para negar o genocídio o diferencia de outros casos de genocídio na história. O Azerbaijão também nega o genocídio e faz campanha contra seu reconhecimento internacional. A maioria dos cidadãos turcos e partidos políticos na Turquia apóia a política de negação do estado. A negação do genocídio contribui para o conflito de Nagorno-Karabakh, bem como para a violência contra os curdos em curso na Turquia.

### Livros
- Akçam, Taner (2012). The Young Turks' Crime against Humanity: The Armenian Genocide and Ethnic Cleansing in the Ottoman Empire. [S.l.]: Princeton University Press. ISBN 978-0-691-15333-9
- Akçam, Taner (2018). Killing Orders: Talat Pasha's Telegrams and the Armenian Genocide (em inglês). [S.l.]: Palgrave Macmillan. ISBN 978-3-319-69787-1
- Auron, Yair (2003). The Banality of Denial: Israel and the Armenian Genocide (em inglês). [S.l.]: Transaction Publishers. ISBN 978-0-7658-0834-9
- Avedian, Vahagn (2018). Knowledge and Acknowledgement in the Politics of Memory of the Armenian Genocide (em inglês). [S.l.]: Routledge. ISBN 978-0-429-84515-4
- Baer, Marc D. (2020). Sultanic Saviors and Tolerant Turks: Writing Ottoman Jewish History, Denying the Armenian Genocide. [S.l.]: Indiana University Press. ISBN 978-0-253-04542-3
- Bloxham, Donald (2005). The Great Game of Genocide: Imperialism, Nationalism, and the Destruction of the Ottoman Armenians (em inglês). [S.l.]: Oxford University Press. ISBN 978-0-19-922688-7
- Cheterian, Vicken (2015). Open Wounds: Armenians, Turks and a Century of Genocide (em inglês). [S.l.]: Hurst. ISBN 978-1-84904-458-5
- Dadrian, Vahakn N.; Akçam, Taner (2011). Judgment at Istanbul: The Armenian Genocide Trials (em inglês). [S.l.]: Berghahn Books. ISBN 978-0-85745-286-3
- de Waal, Thomas (2015). Great Catastrophe: Armenians and Turks in the Shadow of Genocide (em inglês). [S.l.]: Oxford University Press. ISBN 978-0-19-935069-8
- Ekmekçioğlu, Lerna (2016). Recovering Armenia: The Limits of Belonging in Post-Genocide Turkey (em inglês). [S.l.]: Stanford University Press. ISBN 978-0-8047-9706-1
- Galip, Özlem Belçim (2020). New Social Movements and the Armenian Question in Turkey: Civil Society vs. the State. [S.l.]: Springer International Publishing. ISBN 978-3-030-59400-8
- Göçek, Fatma Müge (2015). Denial of Violence: Ottoman Past, Turkish Present and Collective Violence Against the Armenians, 1789–2009. [S.l.]: Oxford University Press. ISBN 978-0-19-933420-9
- Ihrig, Stefan (2016). Justifying Genocide: Germany and the Armenians from Bismarck to Hitler. [S.l.]: Harvard University Press. ISBN 978-0-674-50479-0
- Kévorkian, Raymond (2011). The Armenian Genocide: A Complete History (em inglês). [S.l.]: Bloomsbury Publishing. ISBN 978-0-85771-930-0
- Kieser, Hans-Lukas (2018). Talaat Pasha: Father of Modern Turkey, Architect of Genocide. [S.l.]: Princeton University Press. ISBN 978-1-4008-8963-1. Resumo divulgativo
- MacDonald, David B. (2008). Identity Politics in the Age of Genocide: The Holocaust and Historical Representation (em inglês). [S.l.]: Routledge. ISBN 978-1-134-08572-9
- Suciyan, Talin (2015). The Armenians in Modern Turkey: Post-Genocide Society, Politics and History (em inglês). [S.l.]: Bloomsbury Publishing. ISBN 978-0-85772-773-2
- Suny, Ronald Grigor (2015). "They Can Live in the Desert but Nowhere Else": A History of the Armenian Genocide. [S.l.]: Princeton University Press. ISBN 978-1-4008-6558-1. Resumo divulgativo

### Capítulos
- Anderson, Margaret Lavinia (2011). «Who Still Talked about the Extermination of the Armenians?». In:  Suny, Ronald Grigor; Göçek, Fatma Müge; Naimark, Norman M. A Question of Genocide: Armenians and Turks at the End of the Ottoman Empire (em inglês). [S.l.]: Oxford University Press. pp. 199–217. ISBN 978-0-19-979276-4
- Cheterian, Vicken (2018a). «Censorship, Indifference, Oblivion: the Armenian Genocide and Its Denial». Truth, Silence, and Violence in Emerging States. Histories of the Unspoken (em inglês). [S.l.]: Routledge. pp. 188–214. ISBN 978-1-351-14112-3
- Chorbajian, Levon (2016). «'They Brought It on Themselves and It Never Happened': Denial to 1939». The Armenian Genocide Legacy (em inglês). [S.l.]: Palgrave Macmillan UK. pp. 167–182. ISBN 978-1-137-56163-3
- Erbal, Ayda (2012). «Mea Culpas, Negotiations, Apologias: Revisiting the "Apology" of Turkish Intellectuals». Reconciliation, Civil Society, and the Politics of Memory. [S.l.]: Transcript Verlag. pp. 51–94. ISBN 978-3-8376-1931-7. JSTOR j.ctv1xxswv.5
- Göçek, Fatma Müge (2011). «Reading Genocide: Turkish Historiography on 1915». In:  Suny, Ronald Grigor; Göçek, Fatma Müge; Naimark, Norman M. A Question of Genocide: Armenians and Turks at the End of the Ottoman Empire. [S.l.]: Oxford University Press. pp. 42–52. ISBN 978-0-19-979276-4
- Hovannisian, Richard G. (2001). «Denial: The Armenian Genocide as a Prototype». Remembering for the Future: The Holocaust in an Age of Genocide (em inglês). [S.l.]: Palgrave Macmillan UK. pp. 796–812. ISBN 978-1-349-66019-3
- Lattanzi, Flavia (2018). «The Armenian Massacres as the Murder of a Nation?». The Armenian Massacres of 1915–1916 a Hundred Years Later: Open Questions and Tentative Answers in International Law (em inglês). [S.l.]: Springer International Publishing. pp. 27–104. ISBN 978-3-319-78169-3
- Robertson, Geoffrey (2016). «Armenia and the G-word: The Law and the Politics». The Armenian Genocide Legacy (em inglês). [S.l.]: Palgrave Macmillan UK. pp. 69–83. ISBN 978-1-137-56163-3
- Zürcher, Erik Jan (2011). «Renewal and Silence: Postwar Unionist and Kemalist Rhetoric on the Armenian Genocide». In:  Suny, Ronald Grigor; Göçek, Fatma Müge; Naimark, Norman M. A Question of Genocide: Armenians and Turks at the End of the Ottoman Empire. [S.l.]: Oxford University Press. pp. 306–316. ISBN 978-0-19-979276-4

### Artigos de jornal
- Akçam, Taner (2008). «Guenter Lewy's The Armenian Massacres in Ottoman Turkey». Genocide Studies and Prevention. 3 (1): 111–145. doi:10.1353/gsp.2011.0087
- Avedian, Vahagn (2012). «State Identity, Continuity, and Responsibility: The Ottoman Empire, the Republic of Turkey and the Armenian Genocide». European Journal of International Law. 23 (3): 797–820. doi:10.1093/ejil/chs056
- Avedian, Vahagn (2013). «Recognition, Responsibility and Reconciliation: The Trinity of the Armenian Genocide». Europa Ethnica. 70 (3/4): 77–86. ISSN 0014-2492. doi:10.24989/0014-2492-2013-34-77
- Aybak, Tunç (2016). «Geopolitics of Denial: Turkish State's 'Armenian Problem'» (PDF). Journal of Balkan and Near Eastern Studies. 18 (2): 125–144. doi:10.1080/19448953.2016.1141582
- Bayraktar, Seyhan (2015). «The Grammar of Denial: State, Society, and Turkish–Armenian Relations». International Journal of Middle East Studies. 47 (4): 801–806. doi:10.1017/S0020743815001014
- Ben Aharon, Eldad (2015). «A Unique Denial: Israel's Foreign Policy and the Armenian Genocide». British Journal of Middle Eastern Studies. 42 (4): 638–654. doi:10.1080/13530194.2015.1043514
- Ben Aharon, Eldad (2019). «Recognition of the Armenian Genocide after its Centenary: A Comparative Analysis of Changing Parliamentary Positions». Israel Journal of Foreign Affairs. 13 (3): 339–352. doi:10.1080/23739770.2019.1737911
- Bilali, Rezarta (2013). «National Narrative and Social Psychological Influences in Turks' Denial of the Mass Killings of Armenians as Genocide: Understanding Denial». Journal of Social Issues. 69 (1): 16–33. doi:10.1111/josi.12001
- Bloxham, Donald (2006). «The Roots of American Genocide Denial: Near Eastern Geopolitics and the Interwar Armenian Question». Journal of Genocide Research. 8 (1): 27–49. doi:10.1080/14623520600552843
- Cheterian, Vicken (2018b). «The Uses and Abuses of History: Genocide and the Making of the Karabakh Conflict». Europe-Asia Studies. 70 (6): 884–903. doi:10.1080/09668136.2018.1489634
- Dadrian, Vahakn N. (2003). «The Signal Facts Surrounding the Armenian Genocide and the Turkish Denial Syndrome». Journal of Genocide Research. 5 (2): 269–279. doi:10.1080/14623520305671
- Demirdjian, Alexis (2018). «A Moving Defence: The Turkish State and the Armenian Genocide». Journal of International Criminal Justice. 16 (3): 501–526. doi:10.1093/jicj/mqy035
- Demirel, Cagla; Eriksson, Johan (2020). «Competitive Victimhood and Reconciliation: the Case of Turkish–Armenian Relations». Identities. 27 (5): 537–556. doi:10.1080/1070289X.2019.1611073
- Dixon, Jennifer M. (2010a). «Defending the Nation? Maintaining Turkey's Narrative of the Armenian Genocide». South European Society and Politics. 15 (3): 467–485. doi:10.1080/13608746.2010.513605
- Dixon, Jennifer M. (2010b). «Education and National Narratives: Changing Representations of the Armenian Genocide in History Textbooks in Turkey». International Journal for Education Law and Policy. 2010 Special Issue: 103–126
- Eissenstat, Howard (2014). «Children of Özal: The New Face of Turkish Studies». Journal of the Ottoman and Turkish Studies Association (em inglês). 1 (1–2): 23–35. ISSN 2376-0702. doi:10.2979/jottturstuass.1.1-2.23
- Erbal, Ayda (2015). «The Armenian Genocide, AKA the Elephant in the Room». International Journal of Middle East Studies. 47 (4): 783–790. doi:10.1017/S0020743815000987
- Ertür, Başak (2019). «Law of Denial» (PDF). Law and Critique. 30 (1): 1–20. doi:10.1007/s10978-019-09237-8. Resumo divulgativo
- Finkel, Evgeny (2010). «In Search of Lost Genocide: Historical Policy and International Politics in Post-1989 Eastern Europe». Global Society. 24 (1): 51–70. doi:10.1080/13600820903432027
- Gürpınar, Doğan (2013). «Historical Revisionism vs. Conspiracy Theories: Transformations of Turkish Historical Scholarship and Conspiracy Theories as a Constitutive Element in Transforming Turkish Nationalism». Journal of Balkan and Near Eastern Studies. 15 (4): 412–433. doi:10.1080/19448953.2013.844588
- Gürpınar, Doğan (2016). «The Manufacturing of Denial: the Making of the Turkish 'Official Thesis' on the Armenian Genocide Between 1974 and 1990». Journal of Balkan and Near Eastern Studies. 18 (3): 217–240. doi:10.1080/19448953.2016.1176397
- Gutman, David (2015). «Ottoman Historiography and the End of the Genocide Taboo: Writing the Armenian Genocide into Late Ottoman History». Journal of the Ottoman and Turkish Studies Association. 2 (1). 167 páginas. doi:10.2979/jottturstuass.2.1.167
- Hovannisian, Richard G. (2015). «Denial of the Armenian Genocide 100 Years Later: The New Practitioners and Their Trade». Genocide Studies International. 9 (2): 228–247. doi:10.3138/gsi.9.2.04
- Kaligian, Dikran (2014). «Anatomy of Denial: Manipulating Sources and Manufacturing a Rebellion». Genocide Studies International. 8 (2): 208–223. doi:10.3138/gsi.8.2.06
- Mamigonian, Marc A. (2015). «Academic Denial of the Armenian Genocide in American Scholarship: Denialism as Manufactured Controversy». Genocide Studies International. 9 (1): 61–82. doi:10.3138/gsi.9.1.04
- Quataert, Donald (2006). «The Massacres of Ottoman Armenians and the Writing of Ottoman History». The Journal of Interdisciplinary History. 37 (2): 249–259. ISSN 0022-1953. JSTOR 4139548. doi:10.1162/jinh.2006.37.2.249
- Smith, Roger W.; Markusen, Eric; Lifton, Robert Jay (1995). «Professional Ethics and the Denial of Armenian Genocide». Holocaust and Genocide Studies. 9 (1): 1–22. doi:10.1093/hgs/9.1.1
- Smith, Roger W. (2015). «Introduction: The Ottoman Genocides of Armenians, Assyrians, and Greeks». Genocide Studies International. 9 (1): 1–9. doi:10.3138/gsi.9.1.01
- Suny, Ronald Grigor (2009). «Truth in Telling: Reconciling Realities in the Genocide of the Ottoman Armenians». The American Historical Review. 114 (4): 930–946. doi:10.1086/ahr.114.4.930
- Ulgen, Fatma (2010). «Reading Mustafa Kemal Atatürk on the Armenian Genocide of 1915». Patterns of Prejudice. 44 (4): 369–391. PMID 20857578. doi:10.1080/0031322X.2010.510719
- Üngör, Uğur Ümit (2014). «Lost in Commemoration: the Armenian Genocide in Memory and Identity». Patterns of Prejudice. 48 (2): 147–166. doi:10.1080/0031322X.2014.902210